# 麗江古城
麗江古城（れいこうこじょう、拼音: Lìjiāng gǔchéng）は、ナシ族によって建設された、中華人民共和国雲南省麗江市古城区の旧市街地。麗江古鎮（れいこうこちん、拼音: Lìjiāng gǔzhèn）とも。本来は大研鎮（だいけんちん、拼音: Dàyán zhèn）と称する。1997年にユネスコの世界遺産に登録された（ID811）。

## 概要
ナシ族は8世紀、現在の青海省付近から南下してきたと言われている。南下した当時は磨些詔（越析詔）と呼ばれる小国を建国していたが、唐により蒙舎詔に編入された。麗江古城は、大理末より現代に至る800年の間に、近隣のチベット民族・ペー族・漢族の影響を受けつつ、ナシ族の政治・経済・文化の中心地として機能してきた。
麗江の旧市街の建築物はほとんどが1-3階建ての木造瓦葺きであり、4156戸の住居が密集している。
麗江古城の伝統的な住居形式は、平面配置の特徴から「聯排（れんぱい）式」と「合院式（院落式）」の2つに分けられる。聯排式は街路に面して間口が並ぶ長屋であり、2階建てが一般的である。1階部分は店舗、2階以上の部分は居住や倉庫として利用され、主に交易の盛んな商業区に見られる。合院式は天井（中庭）を中心とした1 - 2階建ての家屋の集まりで、周囲は壁に囲まれており、通りに面した壁面に門がある。白族、漢族の影響を受けて成立した住居形式であり、「三坊一照壁（主屋の向かいに壁を配置した形式）」など多くの形態が存在する。
仏教や道教の仏像もあり、少数民族によって書かれた麗江壁画が残る。大理末の摩些詔の豪族の牟保阿琮（麗江土司の木氏の祖の阿琮阿良の父）による城である「木府」も残っているが、旧来からの建物は1996年に起きた地震で崩壊し、その後修復・再建された。
麗江の旧市街は、世界遺産登録の影響によって急激な変容を見せている。生活市場だった商業区が土産物街へと変化し、そこに働く外部の人間が新たに流入したために人口密度が上昇した。そのために外観は伝統形式のままながら、内部はディスコやカフェ、ライブハウスなどに改装された住居が増え、旧市街のナシ族の人口比率は次第に低下しつつある。また、森林資源の減少による建材不足や、景観保全ガイドラインの厳格な運用によって建物保全の経費負担が増大したため、本来の住民であるナシ族は安価に住める新市街へ移転したり、建物の修復を放棄してしまう例が見られ、麗江古城の伝統的住居の存続が危ぶまれている。

## 観光
現在、麗江古城は中国の5A級観光地（2011年認定）であり、1988年に中華人民共和国国家重点風景名勝区に認定された「麗江玉龍雪山風景名勝区」を構成する区域の1つでもある。中国人の間でも非常に人気のある観光地となっており、四季を通じて多くの観光客が訪れている。特に夜は昼間に玉龍雪山などの郊外に行っていた観光客が戻ってくるため主な通りは大変な混雑となる。中心部にある四方街という広場の周辺は前述の通り外観は伝統形式のままながら、内部はディスコやライブハウスなどになっているため、現代的な音楽が表通りまで聞こえてくるなどの弊害も生まれている。ただし、中国の若者の間では、夜間のライトアップの美しさに加えて夜の楽しみも多いことが人気に拍車をかけている面もある。
麗江古城の主要部分は、以前は入域するのに「古城維持費」80元を支払う必要があったが、2018年に50元になり2019年に廃止された。

## 登録基準
この世界遺産は世界遺産登録基準のうち、以下の条件を満たし、登録された（以下の基準は世界遺産センター公表の登録基準からの翻訳、引用である）。
- (2) ある期間を通じてまたはある文化圏において、建築、技術、記念碑的芸術、都市計画、景観デザインの発展に関し、人類の価値の重要な交流を示すもの。
- (4) 人類の歴史上重要な時代を例証する建築様式、建築物群、技術の集積または景観の優れた例。
- (5) ある文化（または複数の文化）を代表する伝統的集落、あるいは陸上ないし海上利用の際立った例。もしくは特に不可逆的な変化の中で存続が危ぶまれている人と環境の関わりあいの際立った例。